# Das Himmler-Projekt
O filme alemão Das Himmler-Projekt (em português - literalmente: o projeto Himmler) é um documentário experimental criado em 2000 pelo cineasta Romuald Karmakar. 
O filme revive o Discurso de Posen de Himmler - um discurso secreto de 3 horas de duração feito pelo nazista Heinrich Himmler em 4 de outubro de 1943 que é o único documento de um alto estadista nazista onde o assassinato dos judeus europeus é abordado diretamente.
No filme o ator Manfred Zapatka narra o texto completo. Durante a performance ele não está usando uniforme e fala sem emoção a uma parede cinza.
O filme estreou no Festival de Berlim em 2000 e foi exibida na televisão alemão pela ARD em 2001. Em 2002 o documentário recebeu o prémio alemão de televisão Adolf-Grimme.